# 神流町恐竜センター

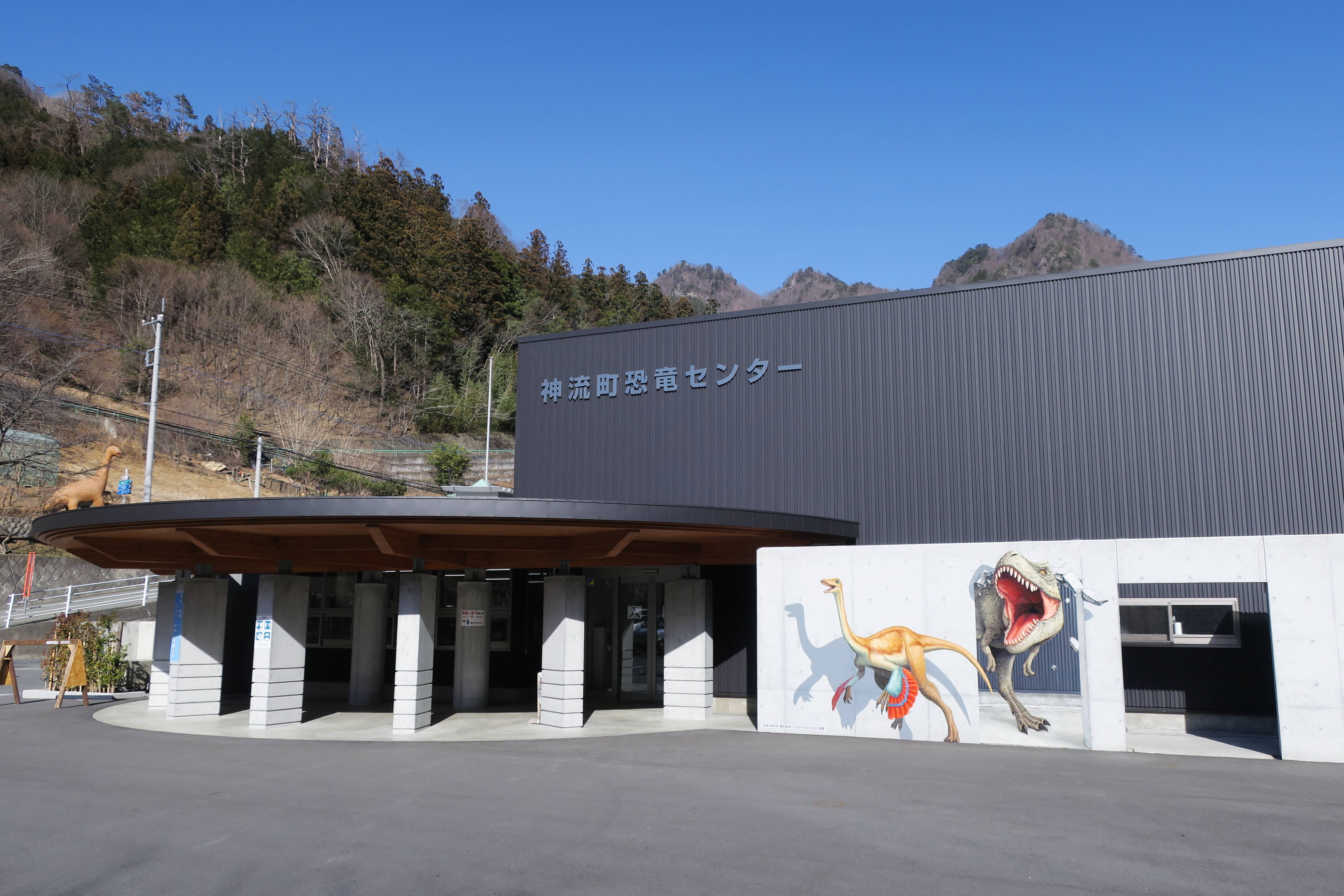
エントランス

神流町恐竜センター（かんなまち きょうりゅうセンター）は、群馬県多野郡神流町にある恐竜の専門博物館。
施設は本館と活性化センター（別館）から構成される。本館は博物館にお土産売り場と食堂を併設した一階建ての建物。別館はモンゴルの寺院を模した三階建の建築物。営業時間は9時から17時まで、月曜日が休館。
旧中里村の村おこし「恐竜王国」の中心施設として設立された。「地元化石・モンゴル恐竜・おみやげ・お食事」を掲げている。

## 概要

### 展示物
展示は9つのゾーンに分かれている。zone1-5・9が本館、zone6-8が別館。
足跡に代表される生痕化石や、地元で見つかった化石を例に山中地溝帯の地学的な解説展示を行う。世界各国の恐竜や翼竜、水生生物の化石展示も充実している。神流町で発掘された化石を展示するコーナーもあり、新たな化石が発見されるごとに展示物が更新されている。
特に注力されているのがモンゴルの恐竜展示である。別館2階zone7では、体長8.5メートルのタルボサウルス全身復元骨格、プロトケラトプスとヴェロキラプトルの格闘化石をはじめとする化石約20標本が展示されている。また本館zone3で定時上映されるライブシアターは、生態復元ロボットを用いた寸劇解説である。これらは、サンチュウリュウがモンゴルで発見されていたガリミムスに似ており当時の中里村とモンゴルが陸続きであったという繋がりから実現したもの。
本館と別館を繋ぐ連絡通路の屋外敷地面には、ティラノサウルス産状化石が展示されている。これは標本MOR55（ワンケル・レックス）右半身の全長12メートルの実物大レプリカで、触ったり、上に乗ることも許可されている。

### その他
サンチュウリュウがシンボルとなっており、実物大の復元標本が3体ある。内訳は最初期製のブロンズ像、1996年版生態復元模型、2014年版生態復元模型である。
食堂はドライブ合間の食事処としての利用も想定されている。お土産用のフィギュアは当館手製であり、制作の様子は別館2階にてガラス越しに見学することができる。化石発掘や化石レプリカ作成の体験講座を実施しており、展示物の一部はこの化石発掘体験で見つかったものである。また神流町で11月に開催される「恐竜王国秋祭り」においても特別イベントが行われる。
当館のマスコットキャラクターは「サウルスくん」、緑色の恐竜で、首には「恐竜の足跡柄のスカーフ」を巻いている。サウルスくんは2013年には神流町のゆるキャラとなり、2014年には神流町観光大使となった。また県のゆるキャラ「ぐんまちゃん」の神流町版は恐竜に騎乗し、当館のグッズにも登場している。

## 沿革

### 年表
- 1953年、中里村の道路工事で漣岩が発見される。くぼみは謎の穴とされた。
- 1981年、関東で初めての恐竜化石が発見され、サンチュウリュウ（山中竜）の通称がつけられる。
- 1985年4月3日、漣岩にあった謎のくぼみが、恐竜の足跡であったことが判明する。
- これらをきっかけとして、中里村は恐竜で村おこしを始め、「恐竜王国」を建国する。
- 1987年、中里村恐竜センターがオープン。
- モンゴルの協力を得て、1996年7月に「モンゴル恐竜化石特別展」を開催。終了後もモンゴル恐竜化石のレプリカが引き続き展示されている。1999年にはタルボサウルスも加わった。
- 1999年から化石発掘体験講座を開始。
- 2003年4月1日、万場町と中里村が合併して神流町となる。恐竜王国は「恐竜王国中里」となり、恐竜センターは「神流町恐竜センター」に改称する。
- 2019年5月1日、建物を改修してリニューアル。現地状況の変化があり、化石発掘体験講座を一時中止。

### その他
2001年11月5日には皇太子が来館し中里村長が説明を行った。センター内にはこのときの写真が掲示されている。
2011年には、恐竜王国24周年記念企画展「恐竜展2011　神流町に巨大恐竜がやってきた」が開催された。2期構成で、常設展示と異なる25種の恐竜を展示。

## 神流町で発見された恐竜化石

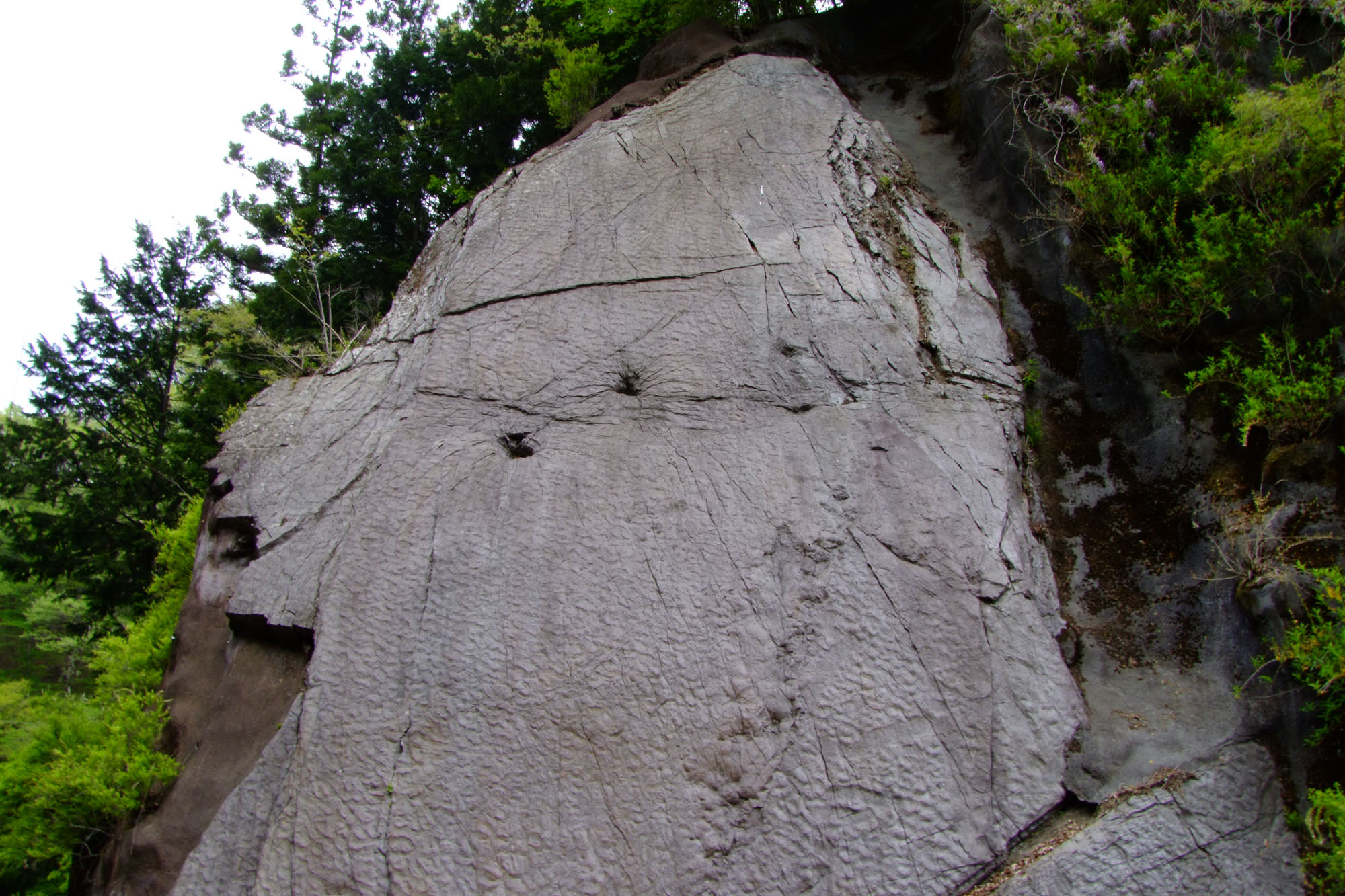
瀬林の漣痕

- 瀬林の漣痕 - 恐竜の足跡化石（後述）。館内にレプリカが展示されている。
- サンチュウリュウ - 亜成体の胸胴椎骨。日本で3番目、関東で最初に発見された恐竜化石。モンゴルで発見されたガリミムスに似た、原始的な未定種。
- スピノサウルス類- 歯が2本ある。1994年に発見された歯のレプリカと2015年に発見された歯の第二標本を所有し展示する。特に2本目は、当館で化石発掘体験を行った児童が発見したものである。[2][3][4]
- 獣脚類 - 歯が2002年に発見された。当初は石堂層の化石と報道されたが、後に瀬林層のものと考え直されるようになった。[5]
- 竜脚類ティタノサウルス形類 - 歯が2007年に発見された。発見者は当館学芸員。

恐竜以外では、海洋生物や植物の化石が発見されている。

## 地質用語
- 山中地溝帯 - 埼玉県西部から群馬県南部神流町を経由して長野県南東まで、長さ40キロ幅2-4キロの帯状に連なる白亜紀の地層。地層は古いものから順に白井層（オーテリビアン）→石堂層（バレミアン）→瀬林層（アプチアン）→三山層（アルビアン）。※地質時代#地質時代の区分
- 山中層群瀬林層 - 約1億3000万年前、白亜紀前期アプチアンの地層。当時の神流町は海に面した干潟であり、化石が豊富に発見される。ほとんどが私有地であるため無断での化石採集は厳禁である。

## 周辺情報
- 恐竜王国はこだたみキャンプ場 - チェックインは恐竜センターで行う。
- 神流町中里合同庁舎 - 建築設計は古谷誠章による。恐竜センター所蔵のパラサウロロフス骨格標本を展示。
- 漣岩（さざ波岩） - 群馬県指定天然記念物「瀬林の漣痕」。白亜紀の海辺の波の跡であり、恐竜の足跡の化石が残されている。2足歩行の恐竜3匹の足跡と判明している。
- 野外体験学習施設「化石発掘体験地」 - 漣岩の近く、間物沢川の川岸にある。

## 交通アクセス
公共交通機関で
新町駅#バス路線、群馬藤岡駅#バス路線
JR高崎線新町駅から多野藤岡広域路線バス「かんながわ号」で約105分（高山社跡経由ルートだと約120分）、恐竜センター下車徒歩1分。漣岩（恐竜の足跡）を見たい場合は、恐竜センターより手前の古鉄橋で下車して徒歩2キロ。
車で
関越自動車道本庄児玉ICより80分。他にもルート有。恐竜センターに駐車場有。

## 群馬県立自然史博物館との連動
群馬県立自然史博物館は、同県富岡市にある博物館である。群馬県の自然史という特性上、神流町から産出した化石も取り扱っており、展示物にも重複がある。レプリカだけでなく、一部は実物を収蔵する。
恐竜の時代コーナーや中生代の群馬コーナーにて、神流町から産出した恐竜その他古生物の化石や、これらの類縁種の恐竜を展示する。
ガリミムス
ガリミムスの模式種はガリミムス・ブラトゥス（ブラタス）である。
自然史博物館は、ガリミムス・ブラトゥスの骨格と生態復元ロボットを展示する。
恐竜センターのモンゴル展示標本の1つが、かつてはガリミムスの新種と考えられ、ガリミムス・モンゴリエンシスと呼ばれていた時期もあったのだが、今日ではガリミムスとは別種のオルニトミモサウルス類の新属未定種とみられている。モンゴリエンシスは、学術的には未記載の仮名にすぎない。
ティラノサウルス 標本MOR555ワンケルレックス
恐竜センターは産状骨格を展示する。自然史博物館は頭骨と生態復元ロボットを展示する。